# Thomas Kronthaler
Thomas Kronthaler (* 14. Februar 1967 in Erding) ist ein deutscher Regisseur und Drehbuchautor.
Nach einer Ausbildung zum Werkzeugmacher studierte er an der Hochschule für Fernsehen und Film München in der Abteilung Regie und Dramaturgie für Film- und Fernsehspiel. Es entstanden Kurzfilme wie "Der Broz" (1992) und "Montagmorgen" (1993) sowie einige Werbespots. Als Kameramann und Co-Regisseur war er 1997 an einer Dokumentation über die Oldtimer-Rallye von Paris nach Peking beteiligt.
Der umstrittene Bau eines McDonald’s-Restaurants an der Autobahnausfahrt Irschenberg inspirierte den Regisseur im Jahr 2000 zu seinem Kinofilm "Die Scheinheiligen", der mit 180.000 Besuchern vor allem in Süddeutschland ein Kinoerfolg wurde. Kronthaler arbeitete nach diesem Erfolg insbesondere für das Fernsehen ("Die Rosenheim-Cops", 2002–2005; "Plötzlich Opa").
Für Heiter bis tödlich: Monaco 110 schrieb Thomas Kronthaler die Drehbücher für die ersten 8 Folgen.

## Filmografie (Auswahl)
- 2001: Die Scheinheiligen (Kino)
- 2003–2005: Die Rosenheim-Cops (Fernsehserie, 4 Folgen)
- 2006: Plötzlich Opa
- 2007: Tango zu dritt
- 2007: Die Lawine
- 2008: Der Sushi-Baron
- 2009: Schreibe mir – Postkarten nach Copacabana
- 2009: Gletscherblut
- 2010: Zimmer mit Tante
- 2012: Das Wunder von Merching
- 2012: Das Leben ist ein Bauernhof (auch Drehbuch)
- 2013: 24 Milchkühe und kein Mann
- 2013: Die Gruberin
- 2012: Utta Danella – Die Himmelsstürmer (Fernsehreihe)
- 2014: Schluss! Aus! Amen!
- 2015: Utta Danella – Lügen haben schöne Beine
- 2017: 2 Sturköpfe im Dreivierteltakt
- 2017: Wilsberg: MünsterLeaks (Fernsehreihe)
- 2018: Wilsberg: Prognose Mord
- 2019: Irgendwas bleibt immer
- 2020: Hochzeitsstrudel und Zwetschgenglück (Fernsehfilm)
- 2021: Frühling – Mit Regenschirmen fliegen (Fernsehreihe)
- 2021: Frühling – Schmetterlingsnebel
- 2021: Frühling – Große kleine Lügen
- 2022: Trügerische Sicherheit
- 2022: Frühling – Das erste Mal
- 2023: Frühling – Kleiner Engel, kleiner Teufel
- 2023: Frühling – Das Geheimnis vom Rabenkopf
- 2024: Frühling – Ein Zebra im Gepäck
- 2024: Frühling – Die verschwundenen Eltern
- 2025: Frühling – Babyalarm
- 2025: Frühling – Wenn du nicht still bist, dann…
- 2025: Frühling – Mein Geheimnis, dein Geheimnis